# شرعان (لودر)

تعديل مصدري - تعديل

شرعان هي إحدى قرى عزلة زارة بمديرية لودر التابعة لمحافظة أبين، بلغ تعداد سكانها 133 نسمة حسب تعداد اليمن لعام 2004.